# Adalberto I de Ivrea
Adalberto I de Ivrea (Turín, 880 - 928/930) perteneciente a la dinastía burgundia anscárida de Ivrea, fue Marqués de Ivrea de 902 a 928/930. Era hijo de Anscario de Ivrea y Volsia, hija del marqués de Susa.

## Vida
Adalberto sucedió a su padre entre 896 y 900.
Anscario era tan importante en la corte del rey Berengario I de Italia que en el año 900 su hijo Adalberto se casó con Gisela de Fruili (880-†910), hija de Berengario. Poco después de la boda Berengario fue depuesto por el rey de Provenza y emperador, Luis III el Ciego, hijo de Bosón de Provenza, del que Anscario había sido asesor. En 902 Berengario apresó a Luis y recuperó el trono, aunque dejó libre a Luis con la promesa de que no regresaría. Pero Luis estaba decidido a hacerse con el trono de Italia y en 905 regresó con nuevos apoyos. Incluso Adalberto se rebeló contra su suegro para apoyar la causa del emperador. Pero ese mismo año Luis fue capturado y cegado por Berengario, que se tituló emperador. Adalberto tuvo que huir a Borgoña.
De nuevo en el país de su padre se hizo hombre de confianza del rey de Borgoña, Rodolfo II. En 922 varios magnates italianos pidieron a Rodolfo que interviniese contra Berengario, y Adalberto regresó a Italia, a reunirse con el arzobispo de Milán, Lamberto para defender la causa de Rodolfo. La campaña militar no comenzó bien, pero Adalberto unió sus fuerzas a Rodolfo, que también fue personalmente a Italia, y consiguieron derrotar a Berengario en la batalla de Firenzuola (29.VII.923). Berengario no solo perdió la batalla, sino que fue destronado por Rodolfo.
En el documento de donación del Castelvecchio di Asti en 924 por parte del rey Rodolfo y el vizconde Autberto, aparecen como testigos Ermegarda y los hijos de Adalberto Berengario y Anscario. En dicho documento aparecen ambos como incliniti comes (“condes ilustres”), lo que indica que para entonces ya habían sido investidos con algún condado menor, dependientes de su padre. Seguramente Berengario había recibido el gobierno de Turín y Anscario el de Asti.
El 28 de febrero de 926 aparece la primera mención expresa de Adalberto como marqués en un texto que dice: Ego Adalberto gratia dei humilis marchio hic in Italia. Murió entre 928 y 930.

## Descendencia
De su matrimonio con Gisela nacieron:
- Berengario II, su sucesor.
- Bertha, abadesa de Módena.

Hacia 914, Adalberto se casó con Ermegarda, hija de Adalberto II «el Rico», marqués de Toscana y duque de Lucca, y Bertha, hija del rey Lotario II de Lotaringia. De ese matrimonio nació:
- su segundo hijo varón: Anscario II (915-940), Marqués de Ivrea, Conde de Asti [924-936], Duque de Spoleto [924-940] y Duque de Camerino;
- Amadeo, conde de Pombia.

| Predecesor: Anscario | Marqués de Ivrea 902–928/930 | Sucesor: Berengario |